# 李龙土
李龙土（1935年11月20日—），生于福建南安，中国材料学家，中国工程院院士。

## 生平
曾就读于南安国光中学， 1958年毕业于清华大学。现为清华大学材料科学与工程系教授，1997年当选中国工程院院士。

## 研究领域及贡献
李龙土教授主要从事无机非金属材料，特别是功能陶瓷的研究，研究课题主要包括压电陶瓷的结构、性能、疲劳机理及应用等，另外在压电超声马达等也有开创性的研究。

## 学术兼职
- 美国陶瓷学会委员
- 中国硅酸盐学会理事
- 中国材料研究学会理事
- 美国电气与电子工程师协会(IEEE)会士
- 《功能材料》编委

## 奖励与荣誉
- 中国工程院院士(1997-)[3]
- 国家技术发明二等奖
- 教委科技进步一等奖、二等奖
- 中国航空工业公司科技进步一等奖
- 电子工业部科技进步二等奖